# Francisco de Paula Mellado
Francisco de Paula Mellado Salvador (Granada, 1818-1876) fue un geógrafo, periodista, escritor, editor y director español, impresor de la primera enciclopedia en español, la Enciclopedia moderna.

## Biografía
Muy poco es lo que se conoce sobre su biografía, pese a la importancia que llegaron a alcanzar las empresas culturales que acometió y que, al cabo, le llevaron a la ruina. Nacido en Granada en 1818 hijo de Pedro Mellado, de Antequera, y de Francisca de Paula Salvador Orejuela, de Granada, vivió la mayor parte de su vida en Madrid y falleció en 1876. Se casó el 2 de septiembre de 1835 en Madrid con Isidra Leguey Monso y fue cuñado del gran historiador Modesto Lafuente. Comenzó su actividad como editor el año 1838, al calor de los cambios producidos tras la muerte de Fernando VII. Tuvo pronto gran éxito, ampliando su negocio y entrando en otros. En 1848 se compró una casa de verano en Villaviciosa de Odón, quizás animado por su socio, consuegro y amigo Bernardino Núñez de Arenas.
Tuvo un hijo, Fernando Mellado Leguey, nacido en Madrid en 1842, que llegó a ser catedrático de Derecho de la Universidad Central y diputado en varias legislaturas.
Con Bernardino Núñez de Arenas creó una empresa de fundición de letras de molde para imprenta. Como editor, contribuyó a desarrollar la lectura con sus numerosas publicaciones "a dos cuartos" el pliego o entrega. Según Manuel Ossorio y Bernard, dirigió el semanario El Iris (1841), la Revista Enciclopédica (1846), La Semana (1849-1851), Revista Histórica (1851), El Universo Pintoresco (1852-1853), Álbum Pintoresco (1852-1853), El Ómnibus, periódico cubierta de las obras de la Biblioteca (1857) y Museo de las Familias (1843-1847 y 1865-1867). A estas añaden El Laberinto (1843-1845), La Crónica (1844-1845) y Revista Española de Ambos Mundos, impresa en París y Madrid (1853-1855).

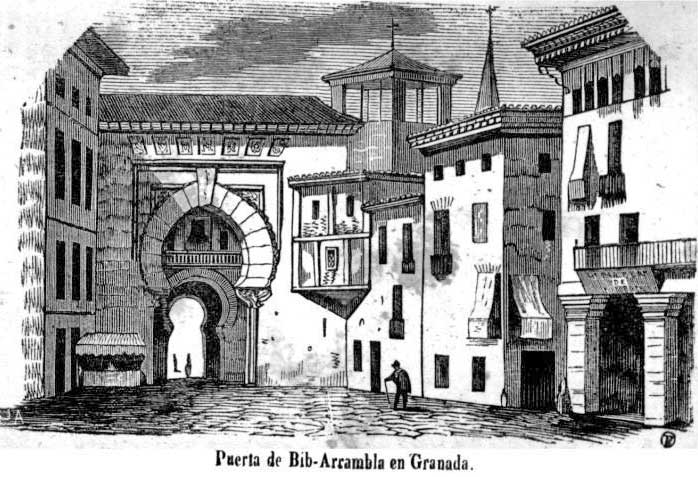
Puerta de Bib-Arrambla, Granada. Francisco de Paula. 1851.

Entre los años 1840 y 1870 desempeñó un importantísimo papel como editor de periódicos y de libros en una España que marchaba del Romanticismo al Realismo. Desde 1841 tuvo un establecimiento tipográfico propio en las calles de Santa Teresa núm. 8 y del Príncipe núm. 25 en Madrid y, en 1853, también en París, de suerte que se transformó entonces y hasta 1860 en el más importante impresor, librero y editor de Madrid; sólo en 1846 habían salido de su establecimiento 155.000 volúmenes.
En sus talleres concibió, dirigió e imprimió nada menos que la ambiciosa Enciclopedia moderna. Diccionario universal de literatura, ciencia, arte, agricultura, industria y comercio' (Madrid: 1851-1855), en 37 volúmenes, tres de ellos de atlas que contenían un total 336 hojas de láminas litografiadas que Mellado contrató con los hijos de Firmín Didot para que fueran las mismas de su Enciclopedie moderne: dictionnaire abrége des sciences, des lettres, des arts, de l'industrie, de l'agriculture et du comerce (París: F. Didot, 1847-1853, 30 vols.), pero con las inscripciones en español; por tanto, están firmadas por los franceses H. Roux, Jenotte, Guiguet, F. Biol, Schroeder y Taillant; esta fue la primera gran enciclopedia en lengua española, forjada a imitación de la Enciclopedie moderne editada e impresa por los hijos de Firmín Didot y dirigida por Léon Renier, y como ella también ilustrada con grabados; firma la introducción el propio Francisco de Paula Mellado (y no Francisco Fernández Villabrille, como se suele decir y escribir), en marzo de 1851. Cuenta en ella que cuando concibió el proyecto, reunió todas las obras análogas que salieron impresas en otros países: la última edición de la Enciclopedia Británica, que él llama Enciclopedia inglesa, el Diccionario de la Conversación o Konversationslexikon del alemán Friedrich Arnold Brockhaus, el Diccionario francés de la Conversación y de la Lectura, el Diccionario enciclopédico universal de Joseph Meyer, publicado en alemán, y la Enciclopedia moderna de Ambroise y Hyacinthe Firmin-Didot en fin; decidió adoptar como modelo la segunda edición de esta última "no sólo por ser la mejor, sino porque es la más moderna". Se impuso, pues, la tarea de refundirla y ampliarla en sus carencias sobre lo tocante a España e Hispanoamérica:

Las obras estrangeras de este género adolecen del defecto de no ocuparse de España, por la sencilla razón de que como nosotros nada hemos publicado análogo, no tienen de donde copiar. Era preciso hacer una obra nueva, verdaderamente española, aprovechando de todas lo que conviniese al objeto, adicionando unos artículos, modificando otros y añadiendo los necesarios para que la parte española ocupe el primer término en un libro destinado al uso de españoles: asi lo comprendí y asi lo he practicado ("Prólogo", p. vii).

La finalidad que movía a Mellado era a la vez patriótica y social:

Una Enciclopedia no es otra cosa que una escuela preparatoria para la instrucción general; y cuando por su precio es accesible á la gran masa del pueblo y está bien calculada para satisfacer sus necesidades, al paso que destruye el monopolio del saber, vinculado hasta una época no lejana en determinadas clases, proporciona con la propagación de los conocimientos útiles, mil medios para ensanchar la esfera de acción, mejorar la suerte del individuo y cimentar el bien público sobre bases mas amplias, sólidas y duraderas ("Prólogo", p. v)

Se encargaron de cada sección Juan Eugenio Hartzenbusch (Autores dramáticos), Eugenio de Ochoa (Historia de la literatura española), Manuel Bretón de los Herreros (Historia de la declamación), Ramón Mesonero Romanos (Madrid), Tomás Rodríguez Rubí (Crítica), Pedro de Madrazo (Bellas Artes), Rafael María Baralt (Filología), Ventura de la Vega (Poesía y poetas españoles), Modesto Lafuente (Fr. Gerundio) (Historia de España), Antonio Flores (Costumbres españolas), José María Antequera (Legislación, hacienda y administración), Pedro Felipe Monlau (Medicina, cirugía y farmacia), Facundo Goñy (Socialismo), El Conde de Fabraquer (Historia del cristianismo), Jorge Lasso de la Vega (Marina y botánica), Augusto de Burgos (Agricultura), Francisco Pareja de Alarcón (Religión y Moral), Francisco Fernández Villabrille (Educación y enseñanza), Alfredo Alfonso Camus (Literatura clásica), Basilio Sebastián Castellanos (Heráldica y numismática), Joaquín Pérez Comoto (Historia y geografía universal), Robustiano Pérez de Santiago (Ciencias naturales), Alejandro Magariños Cervantes (Repúblicas americanas), Antonio Ferrer del Río (Comunidades de Castilla), Antonio Pirala (Historia de la última guerra civil), Emilio Bravo (Fernando Pó y Annobon), Joaquín Espín y Guillén (Música), Ubaldo Pasarón y Lastra (Arte militar) y otros muchos que no se nombran, y entre los que cabe mencionar a José Canalejas Casas, Julián Calleja Sánchez, Juan Francisco Camacho, José Clairac y Blasco, Rafael Conde y Luque, Melchor García...
También, según José Antonio Millán, tradujo, amplió y adaptó el Dictionnaire Universel d'Histoire et de Géographie (París, 1842) de Marie-Nicolas Bouillet con el título de Diccionario universal de historia y de geografía "por Don Francisco de Paula Mellado, Don Joaquín Pérez Comoto, Don Francisco Fernández Villabrille, Don Vicente Díez Canseco y Don C. Iturralde (Madrid: Francisco de Paula Mellado, 1846-1850, 8 vols.). Esta obra fue a su vez refundida en un Diccionario universal de historia y de geografía. Obra dada a luz en España por una sociedad de literatos distinguidos y refundida y aumentada considerablemente para su publicación en México por los señores D. Lucas Alamán, D. Lino José Alcorta, D. José María Andrade... (México, 1853-1856, siete tomos y tres apéndices); en esta refundición participaron 39 autores mexicanos con 3.441 nuevos artículos.
En cuanto a su Diccionario de Artes y Manufacturas, de Agricultura, de Minas, etc: Descripción de todos los procedimientos industriales y fabriles (Madrid: Mellado, 1857) se trata en realidad de una traducción del Essai sur l'art industriel, comprenant l'etudes des produits les plus célebres de l'industrie a toutes les epoques, et des oeuvres les plus remarquees a l'Exposition universelle de Londres en 1851, et a l'Exposition de Paris en 1855 (París: Bureau du Dictionnaire des arts et manufactures, 1856) de Charles Pierre Lefèbvre de Laboulaye (1813-1886).
Otro destacado proyecto editorial que llevó a cabo Mellado es la Biblioteca Popular Económica, en la que se publicaron, entre 1844 y 1863, 47 obras, entre ellas clásicos españoles (Cervantes, Quevedo, etc.) y la traducción de los más famosos novelistas europeos de su tiempo (Víctor Hugo, Alejandro Dumas, Walter Scott, Chateaubriand, Eugenio Sue...), además de otras muchas obras, algunas de ellas escritas por él mismo. También editó una España geográfica, histórica, estadística y pintoresca (Madrid, 1845); parecidos por su tema son los tres volúmenes de Recuerdos de un viaje por España (1849-1851), libro de viajes escrito íntegramente por él en el que describe un itinerario emprendido en mayo de 1846 por todas las provincias españolas y las posesiones de Ultramar documentando con criterio enciclopédico lo más relevante y vistoso de la geografía, historia, estadística, leyendas, costumbres y literatura de cada lugar, acompañando cada uno con grabados realizados sobre dibujos de su amigo Mauricio, con el cual había emprendido todo ese largo viaje literario, paralelo al que en el futuro desarrollaría el escritor Sinesio Delgado. En 1862 y 1863 se imprimió en su misma tipografía una segunda edición en dos volúmenes y en 1985 fue reimpresa en edición facsímil en Madrid. Pareja naturaleza tiene su Guía del viajero en España, de 1842. También editó una Biblioteca general de educación.

## Obras
- La tertulia de invierno, Madrid, Imprenta que fue de Fuentenebro, 1831.
- Lo que son ellas; carta dirigida a don Ramón Soler en contestación á la que ha escrito á un Galan primerizo, y en defensa del bello sexo... Madrid, 1832.
- Arte de fumar y tomar tabaco sin disgustar a las damas, Madrid, 1833.
- Guía del viagero en España: Comprende una noticia geográfica estadística é histórica del reino; descripción de Madrid y de las principales poblaciones de España ; noticia de los caminos generales y transversales. Madrid: Establecimiento Tipografico, 1842; íd., íd. 1843 (2.ª ed.); íd., íd., 1852 (5.ª ed.); íd., íd., agosto de 1864 (7. ª ed.); Madrid: Imprenta a cargo de D. Chaulie, 1869 (11.ª ed.) Link en Google.
- Apéndice a la guía del viajero en España... Madrid: Establecimiento Tipografico, 1842.
- Guía del viagero en España. Appendice, Madrid, 1843.
- España Geográfica, histórica, estadística y pintoresca: Descripción de los pueblos más notables del Reino é islas adyacentes..., Madrid: Mellado, editor, 1845. Link en Google.
- Recuerdos de un viaje por España, Madrid: Establecimiento tipográfico de Francisco de Paula Mellado, 1849-1851, 3 vols; 2.ª ed. íd.: íd, 1862 y 1863, 2 vols. Reimpresión facsímil moderna en 1985.
- Aventuras estraordinarias de los viageros célebres, Madrid, 1850.
- Director de VV. AA., Enciclopedia moderna. Diccionario universal de literatura, ciencia, arte, agricultura, industria y comercio (Madrid: 1851-1855, 37 vols.)
- Caja de Seguros del establecimiento de Mellado  Madrid, 1857.
- Seguro mutuo de quintas [s.l. s.n. s.a.]
- Mapa de los caminos de España y Portugal: comprendiendo las carreteras generales y transversales y las líneas de ferro-carril, su explotación y en construcción, Madrid: J. Bernat, 1864.

## Otras lecturas
- Jesús Antonio Martínez Martín (2018), Los negocios y las letras: el editor Francisco de Paula Mellado (1807-1876), Prensas de la Universidad de Zaragoza, ISBN 978-84-17358-02-0